# Кушак (Кировская область)
 Кушак  — деревня в Вятскополянском районе Кировской области в составе Ершовского сельского поселения.

## География
Расположена в правобережной части района на расстоянии примерно 2 км по прямой на юго-запад от города Вятские Поляны.

## История
Известна с 1802 года как деревня Кушак с 45 дворами. В 1873 году здесь дворов 45 и жителей 312, в 1905 36 и 187, в 1926 43 и 214, в 1950 38 и 112, в 1989 17 жителей. 

## Население
Постоянное население составляло 9 человек (русские 89%) в 2002 году, 18 в 2010.